# Zircaloy
Zircaloy – stop cyrkonu na koszulki elementów paliwowych w reaktorach jądrowych. Zircaloy oprócz cyrkonu zawiera ok. 1,5–2,5% cyny oraz niewielkie dodatki niklu, chromu, niobu i żelaza. Zaletą zircaloy jest to, iż wytrzymuje warunki panujące w rdzeniu reaktora i jest prawie przezroczysty dla neutronów termicznych (tzn. ma dla nich bardzo mały przekrój czynny).